# Football24.bg
Football24.bg е български новинарски футболен уеб сайт, основан от Станимир Стоянов през 2009 г.
Залага на аматьорския футбол. Той е сред малкото спортни сайтове, разполагащи с богата информация за аматьорския футбол в България. Това служи като източник за спортни новини в електронните и печатни медии. В сайта има богата информация за всички нива на българския футбол.
От 2011 година FOOTBALL24 става съорганизатор на ежегоден турнир по плажен футбол съвместно с Община Бургас. Турнирът се провежда на централния плаж в морския град.
През октомври 2012 г. под егидата на FOOTBALL24 се провежда голям турнир по минифутбол, в който участие вземат 16 отбора.
Сайтът разполага с множество кореспонденти в България, както и с ерудирани журналисти и фотографи.